# Margaret Maass
Margaret "Peggy" Maass (Scotch Plains, Nova Jersey, 17 de novembre de 1959) va ser una ciclista nord-americana. Va combinar la pista, on va guanyar una medalla als Campionats del Món de Persecució, amb la carretera.

## Palmarès en pista
- 1988
  -  Campiona dels Estats Units en Quilòmetre

## Palmarès en ruta
- 1984
  - Vencedora de 2 etapes al Tour de Texas
  - Vencedora d'una etapa al Coors Classic
- 1986
  -  Campiona dels Estats Units en Critèrium
- 1987
  - Vencedora d'una etapa al Coors Classic
- 1989
  - 1a al GP Tokyo
  - 1a al GP Osaka
  - Vencedora d'una etapa al Tour de Texas
  - Vencedora de 2 etapes al Ore-Ida Women's Challenge